# Odontocarya vitis
Odontocarya vitis är en tvåhjärtbladig växtart som först beskrevs av Vell., och fick sitt nu gällande namn av J.M.A.Braga. Odontocarya vitis ingår i släktet Odontocarya och familjen Menispermaceae. Inga underarter finns listade i Catalogue of Life.